# Jean-Jacques Goldman (альбом, 1982)
«Jean-Jacques Goldman, 1982» або «Minoritaire» — другий студійний альбом французького співака Жана-Жака Ґольдмана, випущений 1982 року лейблом «Epic Records».

## Композиції
До альбому входить 11 музичних композицій, написаних Жаном-Жаком (і слова, й ноти).
- «Au bout de mes rêves» — 3:54
- «Comme toi» — 4:17
- «Toutes mes chaînes» — 4:28
- «Jeanine médicament blues» — 4:12
- «Veiller tard» — 3:49
- «Quand la musique est bonne» — 3:43
- «Je ne vous parlerai pas d'elle» — 4:24
- «Être le premier» — 3:51
- «Si tu m'emmènes» — 3:34
- «Minoritaire» — 4:38
- «Quand la bouteille est vide» — 0:57

## Музиканти
- Жан-Жак Гольдман (Jean-Jacques Goldman) — chant, chœurs, guitares électriques et acoustiques, claviers, violon;
- Guy Delacroix — бас-гітара;
- Christophe Deschamps — ударні;
- Patrice Tison — електро-гітара;
- Claude Engel — електро-гітара, акустична гітара;
- Jean-Yves D'Angelo — клавір;
- Georges Rodi — синтезатор;
- Marc Chantereau — перкусія;
- Philippe Herpin — саксофон;
- Patrick Bourgoin — саксофон;
- Albane et Guy Alcalay — хор, бек-вокал;
- Jean-Pierre Janiaud — хор, бек-вокал;
- Norbert Krief — електро-гітара в композиціях Minoritaire та Jeanine médicament blues;
- Patrice Mondon — віолончель в пісні Comme toi;
- Ramon Roche — піаніно в пісні Minoritaire.